# Сеченьи, Иштван
Граф Иштван Сеченьи (венг. Gróf Széchenyi István; 21 сентября 1791, Вена — 8 апреля 1860, Дёблинг) — венгерский политик-реформатор и писатель

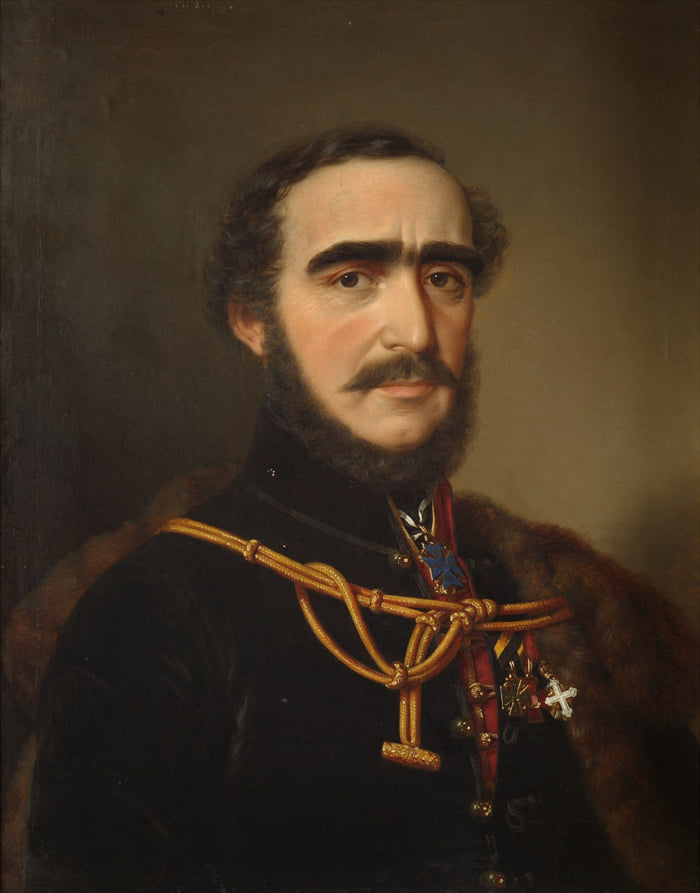
Граф Иштван Сеченьи

, внёсший значительный вклад в подъём национального чувства в Венгрии перед всплеском радикализма в 1840-х годах.

## Происхождение, молодость
Происходил из знатного и древнего рода Сеченьи. Отец, граф Ференц Сеченьи, основал Венгерский национальный музей и Венгерскую национальную библиотеку. Мать — графиня Юлиана Фештетич. Имел двух старших братьев и двух старших сестёр. Провёл детство в Вене и в поместье родителей в Надьценке (Венгрия).
Получил частное школьное образование, после чего вступил в австрийскую армию, участвовал в Наполеоновских войнах. В 1826 году уволился со службы в звании 1-го лейтенанта и увлёкся политикой. Много путешествовал по Европе, наладил много личных связей. На него большое впечатление произвела модернизация Британии, особенно по сравнению с консервативным укладом в Венгрии. Это определило его политические взгляды на всю оставшуюся жизнь. Большую политическую поддержку ему оказал друг, граф Миклош Вешшеленьи, хотя позднее их отношения стали более прохладными.

## Брак и дети
В 1836 году в возрасте 45 лет Иштван женился на вдовствующей графине Кресенс Сейлерн (ее первый брак — с графом Кароли Зичи, на 20 лет старше ее, от которого у нее было семеро детей). Ее отношения с Иштваном Сеченьи начались в 1824 году, хотя они уже были знакомы с 1818 года. После смерти мужа Кароля Зичи в 1834 году она вышла замуж за Сеченьи. В этом браке она стала венгеркой. В браке родилось трое детей:

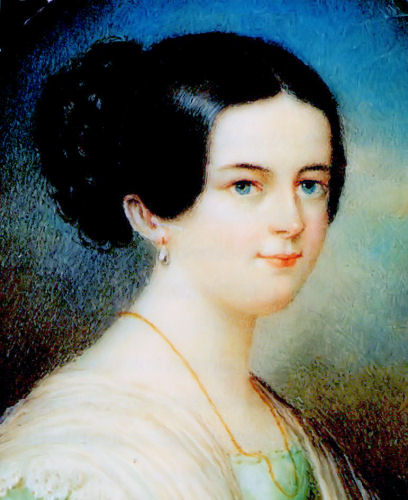
Графиня Кресенс Сейлерн

- Бела Сеченьи (1837—1918) — венгерский путешественник, картограф, член Венского географического общества (с 1904), стал известен своими обширными путешествиями и исследованиями в Ост-Индии, Японии, Китае, Яве, Борнео, Западной Монголии и на границах Тибета. В 1893 году он опубликовал отчет о своем опыте, написанный на немецком языке. Был женат на графине Ханне Эрдёди (1846-1872), в браке родилось двое дочерей:
  - Алиса (1871—1945) — первая чемпионка Венгрии по теннису, замужем за венгерским политиком, дворянином Тибором Телеки (1871—1942), сын Ласло Телеки (1912–1962) и дочь Ханна Телеки
  - Иоганна (1872—1957) — замужем за графом Лайошем Каройи из Надькаройи (1872—1965).
- Одон Сеченьи[англ.] (1839—1922) — организатор и руководитель государственной пожарной команды в Венгрии и Османской империи. Первый брак — в 1864 г. с Ирмой Алмай (1844—1891). Второй брак после смерти первой жены — с Эулалией Христопулос (1854—1918).
  - Граф Андраш Иштван Мария Бела Сечени[англ.] (1865—1907) — от первого брака, известный путешественник по Океании, Африке и Восточной Азии, жена Елена Коростовцова, развод, сын Липот Андраш Иштван Миклош Шандор Каталин (1886–1920).
  - графиня Ванда Сечени (1870—1916) — от первого брака
  - графиня Ольга Сечени (1873—1889) — рождена до второго брака от Эулалии Христопулос
  - графиня Илона Сечени (1888—1951) — рождена до второго брака от Эулалии Христопулос
  - граф Густав Сечени Геза Ференц Анастас (1889—1966) — рожден до второго брака от Эулалии Христопулос
  - граф Балинт Сечени Эмиль Ришар Петер (1893—1954) — от второго брака; женат на Марии Павловне Голицыной (1895—1976),4 дочерей, среди которых дочь графиня Беатрис Сеченьи[англ.] (1930—2021)
- Джулия Сеченьи (1844—1844) — умерла в возрасте трех месяцев

## Реформатор
Сеченьи получил широкую известность в 1825 году, когда он пожертвовал весь годовой доход от всех своих имений Венгерской академии наук.
В 1827 году он организовал Nemzeti Kaszinó, форум патриотического венгерского дворянства. Этот политический клуб сыграл важную роль в политических реформах — в нём вёлся политический диалог между реформаторами различных течений.
Чтобы получить широкую общественную поддержку, Сеченьи опубликовал ряд политических трудов — Hitel («Кредит», 1830), Világ («Мир», 1831), Stádium («Стадия», 1833), адресованных венгерскому дворянству. Он осуждал консерватизм дворянства и призывал отказаться от феодальных привилегий (например, свободы от налогообложения) и превратиться в движущую силу модернизации.
В проектах Сеченьи Венгрия рассматривалась как составная часть Австрийской империи, а не как этническое государство. Национализм он считал опасным из-за многонационального состава тогдашнего Венгерского королевства. Сеченьи считал, что усилия следует сконцентрировать на экономическом, социальном и культурном развитии, а также на развитии транспортной инфраструктуры.
В рамках своей программы Сеченьи считал жизненно важным упорядочения русла Дуная, от Пешта до Чёрного моря, поскольку эти земли страдали от частых паводков и были опасны для судоходства. Только при условии строительства плотин Дунай мог стать торговой артерией. Сеченьи успешно лоббировал свои экономические проекты при венском дворе, был назначен представителем правительства по экономическому развитию региона и в течение многих лет курировал строительные работы. В это время он также неоднократно ездил в Стамбул с дипломатическими миссиями.
Ещё одной важной инициативой Сеченьи было превращение Буды и Пешта в политический, экономический и культурный центр Венгрии. Он поддержал сооружение постоянного моста между двумя городами, который в настоящее время носит название «Цепной мост Сеченьи». Помимо того, что мост содействовал развитию транспортного сообщения, фактически это был шаг к будущему объединению двух городов в один, Будапешт.

## Революция 1848—1849 годов в Венгрии
У Сеченьи не сложились отношения с Лайошем Кошутом: он воспринимал последнего как политического агитатора. Венгерское общество раскололось на сторонников Кошута и Сеченьи примерно поровну. После начала революции 1848 года Сеченьи воспринял её как шанс для развития Венгрии и получил в правительстве пост министра транспорта и по социальным вопросам.
Когда конфликт между венгерским правительством и императором Австрии обострился, Сеченьи и ряд других деятелей, лояльных императору Австрии, вышли из правительства. Сеченьи пережил нервный кризис и уехал на лечение на курорт в Дёблинге. В начале 1850-х годов восстановил здоровье, и даже написал ряд литературных произведений: Önismeret («Познание себя»; на венгерском языке) о детях и вопросах педагогики, и Ein Blick («Взгляд»; на немецком языке) о политических проблемах Венгрии.

## Последние годы жизни
Дом Сеченьи в Вене подвергся обыску 3 марта 1860 года. Обнаруженные письма были признаны доказательствами участия Сеченьи в политическом заговоре. В ночь на 8 апреля 1860 года Сеченьи совершил самоубийство. По всей Венгрии был объявлен траур.

## Память

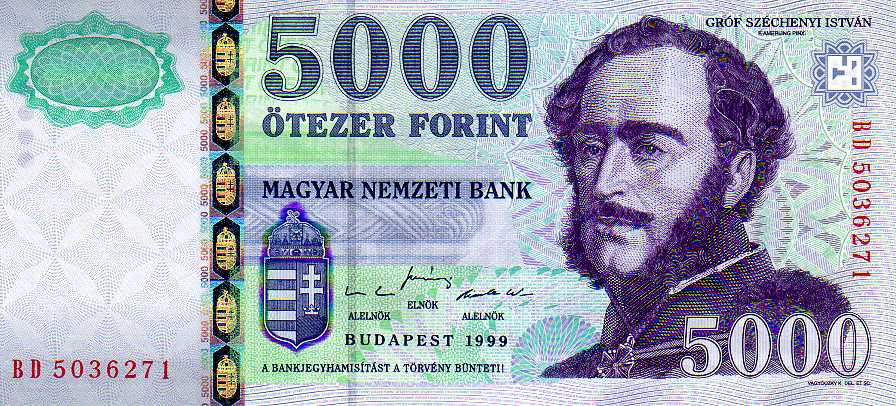

- Памятник Сечени установлен в Будапеште 23 мая 1880 года
- Ференц Лист посвятил ему свой первый Венгерский исторический портрет S. 205.
- Статуя в Шопроне 1897 года.
- В честь Сеченьи назван Цепной мост Сеченьи — главный мост Будапешта.
- У подножия Цепного моста, в Пеште, располагается площадь Сеченьи[венг.]. На ней установлен памятник, упомянутый выше.
- В честь Сеченьи назван самый большой банный комплекс Будапешта и Европы — Купальня Сеченьи.
- Портрет Сеченьи изображён на банкноте номиналом 5 пенгё 1926 года.
- Портрет Сеченьи также изображён на банкноте номиналом 5000 форинтов.
- В 1987 году в Будапеште был основан колледж Иштвана Сеченьи[англ.].
- В 2002 году о жизни Сеченьи вышел фильм под названием «Человек-мост» (венг. A Hídember‎), главную роль в котором исполнил Карой Эперьеш[англ.][4].
- В его честь названа Государственная премия, с 1990 года называющаяся Премия Сеченьи.
- Одна из главных достопримечательностей Эстергома - площадь Сеченьи[венг.].
- Также именем Сеченьи названы центральные площади Сегеда, Печа, Дьёра и румынского Клужа-Напоки.

Его сын Бела Сеченьи получил известность как путешественник и исследователь Индии, Индокитая, Японии, Китая, Индонезии, западной Монголии и Тибета. В 1893 году он опубликовал на немецком языке отчёт о своих путешествиях.